# Sára Kaňkovská
Sára Kaňkovská (Olomouc, 22 de junio de 1998) es una deportista checa que compite en ciclismo en la modalidad de pista. Ganó una medalla de plata en el Campeonato Europeo de Ciclismo en Pista de 2020, en la prueba de keirin.

## Medallero internacional
| Campeonato Europeo | Campeonato Europeo | Campeonato Europeo | Campeonato Europeo |
| Año                | Lugar              | Medalla            | Competición        |
| ------------------ | ------------------ | ------------------ | ------------------ |
| 2020               | Plovdiv (Bulgaria) | Medalla de plata   | Keirin             |